# Giulia Ianezic
Giulia Ianezic (Trieste, 16 aprile 2000) è una cestista italiana.

## Carriera

### Nazionale
Nel 2019 ha vinto la medaglia d'oro all'Europeo Under-20, disputato in Repubblica Ceca.